# Claudia Cretti
Claudia Cretti, née le 24 mai 1996 à Lovere, est une coureuse cycliste italienne. Professionnelle sur route et piste, elle est victime d'un grave accident lors du Tour d'Italie 2017. Elle revient à la compétition, en paracyclisme, en février 2019.

## Biographie
Sur piste, elle est plusieurs fois championne d'Italie en catégorie juniors et médaillée d'argent du championnat du monde de poursuite par équipes juniors en 2014. En juillet 2017, elle est victime d'une grave chute durant le Tour d'Italie, dans la descente du Passo Serra. Plongée dans le coma, elle en sort deux semaines plus tard. Après un mois d'hospitalisation, elle commence sa rééducation en août,. En février 2019, elle annonce concourir en tant que paracycliste. Elle est alors accompagnée par la nouvelle équipe italienne Born to Win-G20,.

## Palmarès sur piste

### Championnats du monde
- Gwangmyeong 2014
  -  Médaillée d'argent de la poursuite par équipes juniors

### Championnats d'Europe
- 2013
  -  Championne d'Europe du scratch juniors
- 2014
  -  Médaillée de bronze du scratch juniors
- 2016
  -  Médaillée d'argent de la poursuite par équipes espoirs

### Championnats nationaux
- Championne d'Italie du scratch juniors en 2014
- Championne d'Italie de poursuite par équipes juniors en 2014

## Palmarès en paracyclisme sur piste

### Championnats du monde
- Championnats du monde de paracyclisme sur piste 2023 à Glasgow
  -  Médaille d'argent en scratch C5
  -  Médaille d'argent en omnium C5
  -  Médaille de bronze en poursuite C5
- Championnats du monde de paracyclisme sur piste 2024 à Rio de Janeiro
  -  Médaille d'argent en scratch C5
  -  Médaille de bronze en poursuite C5
  -  Médaille de bronze en omnium C5

### Championnats d'Italie
- 2023
  - Championne d'Italie du kilomètre C5
  - Championne d'Italie de poursuite C5

## Palmarès en paracyclisme sur route

### Championnats d'Europe
- Championnats parasportifs européens 2023 à Rotterdam
  -  Médaille d'argent de la course sur route  C5
  -  Médaille de bronze du contre-la-montre C5

### Championnats d'Italie
- 2019
  - Championne d'Italie du contre-la-montre C4
  - Championne d'Italie de la course sur route C4
- 2021
  - Championne d'Italie de la course sur route C4
- 2022
  - Championne d'Italie du contre-la-montre C5
  - Championne d'Italie de la course sur route C5
- 2023
  - Championne d'Italie du contre-la-montre C5
  - Championne d'Italie de la course sur route C5